# Познань-Лавица
Аэропорт Познань-Лавица (пол. Port Lotniczy Poznań-Ławica im. Henryka Wieniawskiego) — один из старейших аэропортов Польши, расположенный близ Познани. Он расположен в 5 километрах на запад от центра города. Аэропорт осуществляет местные, международные и торговые рейсы.
Северная часть аэропорта с 1913 года и до 23 декабря 2009 года использовалась как военный аэродром.
Пилоты иногда путают этот аэропорт с расположенной поблизости военно-воздушной базой в Кшесинах; у них примерно одинаковая длина взлётно-посадочной полосы и её ориентация.
В 2015 году аэропорт обслужил 1.500.918 пассажиров, что на 3,8 % больше предыдущего года. Скромный рост объясняется длительным ремонтом взлетно-посадочной полосы и временным закрытием аэропорта.